# Округ Мерсер (Северна Дакота)
Мерсер (енгл. Mercer County) је округ у америчкој савезној држави Северна Дакота.

## Демографија
По попису из 2010. године број становника је 8.424, што је 220 (-2,5%) становника мање него 2000. године.
| Група             | 2000.         | 2010.         |
| Белци             | 8.280 (95,8%) | 7.996 (94,9%) |
| Афроамериканци    | 4 (0,0%)      | 17 (0,2%)     |
| Азијати           | 22 (0,3%)     | 27 (0,3%)     |
| Хиспаноамериканци | 32 (0,4%)     | 121 (1,4%)    |
| Укупно            | 8.644         | 8.424         |